# Liviandad del imperdible
Liviandad del imperdible fue un colectivo madrileño creado a finales de los años 70. Entre sus integrantes destacaron Fernando Márquez El Zurdo, Bernardo Bonezzi y Olvido Gara Alaska, integrantes del grupo musical Kaka de Luxe, grupo seminal de la Movida madrileña.

## Definición
El colectivo se definía como un "grupo creativista de acción extrema", aunque su propio nombre denotaba las premisas fundacionales del colectivo: no complicarse la vida y preocuparse fundamentalmente por la imagen, las que serán también características básicas de la incipiente Movida madrileña.
Originalmente, el colectivo había tenido una actividad centrada en la edición de fanzines, «teorizar sobre punk y futurismo» (Zurdo, 1981), se escribía sobre música de vanguardia de finales de los años 70 (punk y glam fundamentalmente) y otras corrientes minoritarias como el Comix underground y futurista. 
Según El Zurdo, La Liviandad del Imperdible fue «una excusa en forma de fanzine que nos buscamos Olvido y yo para reclutar músicos cara al grupo que queríamos formar». En parte se logró el objetivo, con la llegada de Enrique Sierra. Este fue el origen de las desavenencias dentro del colectivo, el enfrentamiento entre los que pretendían continuar con la teorización sobre arte y los que pretendían que el colectivo fuera el trampolín para un grupo musical.
En noviembre de 1977 El Zurdo, Olvido Gara y Bernardo Bonezzi abandonan el colectivo para fundar el grupo Kaka de Luxe.